# Nils Burwitz
Nils Burwitz (*Swinemünde, 1940) es un artista, pintor , escultor y profesor universitario nacido en Alemania. Reside en Valldemosa, España.

## Datos biográficos
Hijo de Ulrich Burwitz y Johanna Lohse. En 1958 emigró con sus padres a Sudáfrica . Allí se licenció en Bellas artes en la Universidad de Witwatersrand , Johannesburgo, donde prosiguió cursos de postgrado. Se trasladó becado a Londres , Friburgo y Salzburgo, ciudades en las que continuó su formación. En 1964 contrajo matrimonio con Marina Schwexoff. Padre de tres hijos. En 1976 se instaló en las Islas Baleares , España.
Su obra ha sido expuesta en múltiples ocasiones, entre ellas varias muestras retrospectivas como la del Palacio Sollerich de Palma de Mallorca en 1985, la del Pretoria Art Museum de 1991, la National Gallery de Londres en 1992 y la Kuntshalle Múnich-Germering en 1995. 
Ha colaborado con diferentes artistas como R. Kirby, V. Rodzianko, R. Esteras. Con A. Ballester realizó los vitrales de las iglesias de San Felipe, Santiago y Santa Eulalia en Palma de Mallorca, y los del Monasterio de Lluc y La Ermita de la Santísima Trinidad en Valldemosa. 
Sus obras se conservan en diferentes colecciones privadas y públicas. 